# Стремски пролом
Стремският пролом (също Чукурлийски или Химитлийски пролом) е пролом на река Стряма в Южна България, между Същинска Средна гора на запад Сърнена Средна гора на изток, в Община Карлово и Община Калояново, област Пловдив. Свързва най-югоизточната част на Карловскота котловина на север с Горнотракийската низина на юг. Алтернативното име Чукурлийски идва от старото име на село Песнопой – Чукурлии, а Химитлийски от старото име на близкото село Иван Вазово – Химитли.
Проломът е с дължина около 3 km, а средната му надморската височина е около 262 m. Той е широк (2,5 – 3 km) и е всечен в гранитни скали. Образуван е през неоген-кватернера от ерозионната дейност на река Стряма. Има, общо взето, стръмни и безлесни склонове.
Започва на около 2 km южно от град Баня, при устието на Бяла река (ляв приток на Стряма) на 270 m н.в. и се насочва на юг-югозапад. Завършва на около 1 km източно от село Песнопой, в северната част на Горнотракийската низина на 254 m н.в. В южния край на пролома от Стряма чрез бифуркация се отделя река Дългата вада.
По целия десен (западен) долинен склон преминава участък от трасето на жп линията Пловдив – Карлово.
До построяването на новия, директен път от село Песнопой до град Баня през ниска седловина в най-източната част на Същинска Средна гора старият път от Пловдив за Карлово е преминавал по целия ляв (източен) долинен склон на пролома. Сега този път е изоставен и се използва основно за нуждите на селското и горско стопанство и като туристически маршрут.

## Топографска карта
- Лист от карта K-35-50. Мащаб: 1 : 100 000.